# Myosorex eisentrauti
Il toporagno di Eisentraut (Myosorex eisentrauti Heim de Balsac, 1968) è un mammifero soricomorfo della famiglia dei soricidi, endemico della Guinea Equatoriale.

## Distribuzione e habitat
La specie è endemica dell'isola di Bioko, nella Guinea Equatoriale.
Abita nelle foreste tropicali umide di montagna a circa 2000 m di altitudine.

## Conservazione
Il toporagno di Eisentraut è classificato, dalla IUCN, fra le specie a rischio critico di estinzione.